# Kazimierz Albiński
Kazimierz Władysław Albiński (ur. 19 września 1920 w Dobromilu, zm. 26 września 1997 w Warszawie) – polski technolog maszyn, prof. dr hab. budowy i eksploatacji maszyn.

## Życiorys

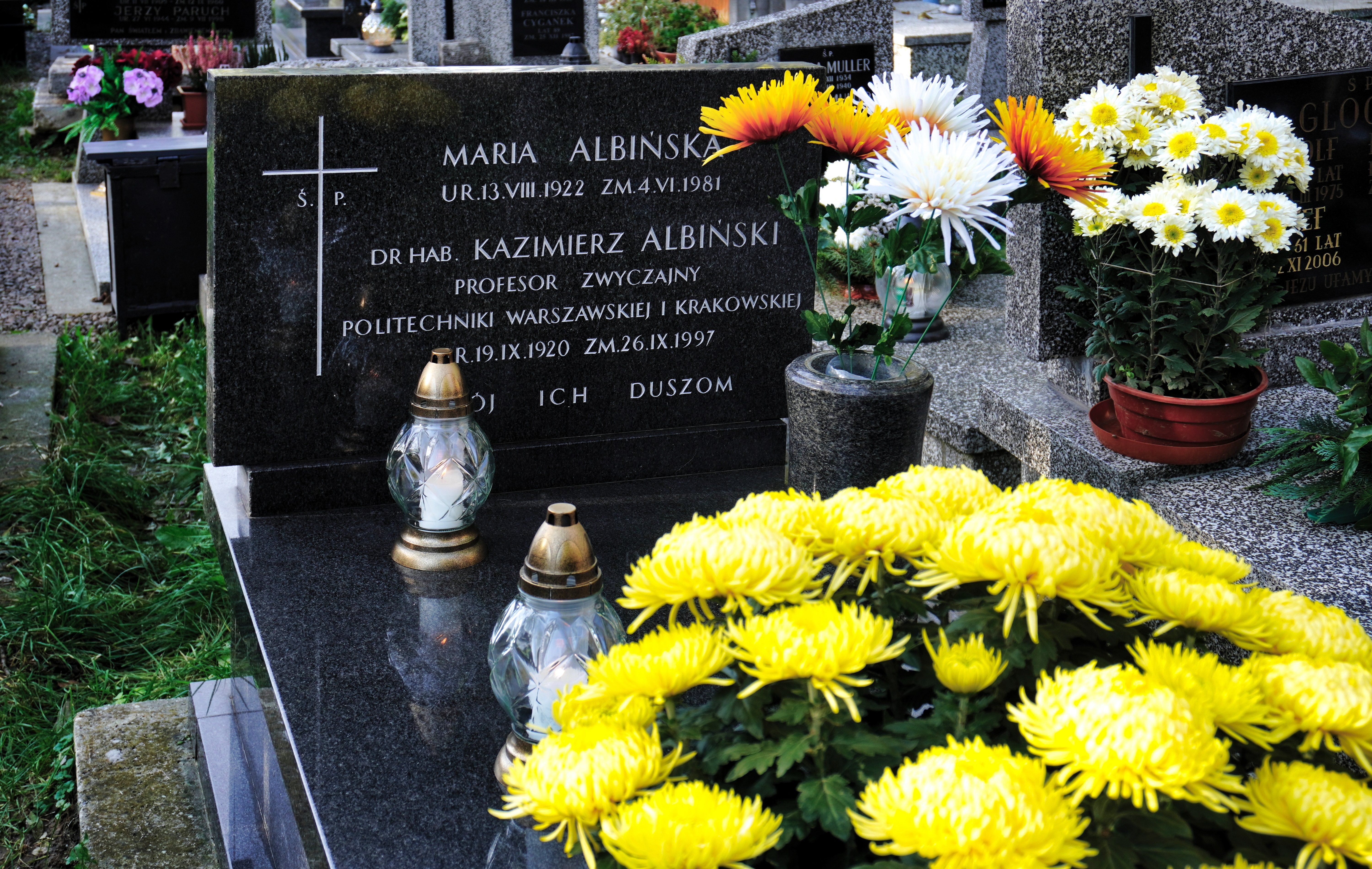
Grób prof. Kazimierza Albińskiego na Cmentarzu Rakowickim w Krakowie

Syn Władysława Albińskiego i Elżbiety z Wingertów. W 1949 ukończył studia na Politechnice Krakowskiej, a następnie pozostał na uczelni jako pracownik naukowo-dydaktyczny. Od 1950 pracował w Instytucie Obróbki Skrawaniem. Od 1960 był członkiem Międzynarodowego Sympozjum Metod Obróbki Erozyjnej przy Komitecie Budowy Maszyn Polskiej Akademii Nauk. W 1961 uzyskał stopień doktora nauk technicznych i został adiunktem, powierzono mu wówczas stanowisko kierownika Zespołu Zakładów Technologii Erozyjnej. W 1969 przedstawił pracę habilitacyjną, został wówczas docentem. W 1971 został profesorem nadzwyczajnym inżynierii mechanicznej, dwa lata później członkiem Komitetu Budowy Maszyn Polskiej Akademii Nauk. W 1976 został profesorem zwyczajnym. Od 1982 był zawodowo związany z Wydziałem Technologicznym Politechniki Warszawskiej, w latach 1983–1985 przewodniczył Zespołowi Metod i Treści Nauczania Technologów w PRL Sekcji Technologicznej. Pochowany na cmentarzu Rakowickim (Kwatera LXV, rząd 11, grób 24).

## Dorobek naukowy
Kazimierz Albiński jest określany twórcą polskiej szkoły naukowo-technicznej w zakresie obrabiarek i technologii erozyjnej, opracował kryterium odporności elektroerozyjnej metali i stopów nazywane „kryterium Albińskiego”.
Dorobek naukowy obejmuje 14 pozycji normalizacyjnych, 12 patentów i wzorów użytkowych, 70 artykułów w czasopismach naukowych, 45 sprawozdań z prac naukowych, 5 rozpraw naukowych, 6 skryptów oraz 2 książki.

## Odznaczenia
- Nagroda państwowa III stopnia;
- Krzyż Kawalerski Orderu Odrodzenia Polski;
- Srebrny Krzyż Zasługi;
- Medal 10 lecia Polski Ludowej;
- Medal „Za zasługi dla obronności kraju”.